# Старая Масра
Старая Масра (тат. Иске Масра) — деревня в Арском районе Республики Татарстан, в составе Сизинского сельского поселения.

## География
Деревня находится на реке Кисьмесь, в 16 км к востоку от города Арск.

## История
Основание деревни относят к периоду Казанского ханства.
В XVIII-XIX веках жители деревни числились государственными крестьянами. Число жителей возрастало со 135 (учитывались жители мужского пола) в 1782 году до 989 в 1920 году. В последующие годы население деревни постепенно уменьшалось и в 2015 году составило 186 человек.
В «Списке населенных мест по сведениям 1859 года», изданном в 1866 году, населённый пункт упомянут как казённая деревня Старая Масра 2-го стана Казанского уезда Казанской губернии. Располагалась при безымянном ручье, по правую сторону Сибирского почтового тракта, в 72 верстах от уездного и губернского города Казани и в 14 верстах от становой квартиры в заштатном городе Арске. В деревне, в 68 дворах жили 660 человек (348 мужчин и 312 женщин), была мечеть.
Административно деревня относилась к Казанскому уезду Казанской губернии, а с 1930 года - к Арскому району Татарстана.

## Экономика
Молочное скотоводство, свиноводство.